# Der jüngste Tag (1951)
Der jüngste Tag (Originaltitel: When Worlds Collide) ist ein US-amerikanischer Science-Fiction-Film aus dem Jahr 1951. Der Film wurde vom Trickfilmspezialisten George Pal produziert. Das Drehbuch entstand nach einem 1933 erschienenen Roman When Worlds Collide von Philip Wylie und Edwin Balmer.

## Handlung
Im Mt. Kenna Observatorium in Südafrika (dt. Fassung: Kepler-Observatorium in Süddeutschland) entdeckt der Astronom Bronson, dass sich zwei gigantische Himmelskörper auf die Erde zubewegen: der Stern Bellus und sein Trabant, der Planet Zyra. Beide sind sogenannte Irrläufer, die sich durch den interstellaren Raum bewegen. Bronson beauftragt den Piloten und Draufgänger Randall, seine Untersuchungsergebnisse sofort zu seinen Kollegen in den USA, an deren Spitze Dr. Hendron, zu bringen. Hendron überprüft den Bericht sofort und erkennt, dass Bronson recht hat.
Zuerst wird der kleinere Zyra an der Erde vorbeiziehen und durch seine Schwerkraft Verheerungen durch Erdbeben, Vulkanausbrüche und hunderte von Metern hohe Flutwellen anrichten, bevor Bellus mit der Erde kollidieren und diese völlig vernichten wird. Hendron und einige Kollegen informieren daraufhin die UNO. Die Vollversammlung reagiert mit Unglauben, da Bronsons Entdeckung von vielen Astronomen angezweifelt wird. Als jedoch schließlich feststeht, dass Bronson recht hat, bleiben der Menschheit nur noch 90 Tage, dann wird alles Leben auf der Erde vernichtet.
Hendron und seine Kollegen bauen daraufhin nach kurzer Planungszeit ein Raumschiff, eine Art Arche Noah, um eine kleine Gruppe Menschen zu retten und die Menschheit damit vor der völligen Auslöschung zu bewahren. Das Schiff soll kurz vor der Kollision mit Bellus gestartet werden und nach Zyra fliegen, wo man lebenstaugliche Bedingungen vorzufinden hofft. Der Milliardär Stanton, ein verkrüppelter und verbitterter Mann, finanziert das Projekt, um sein Leben zu retten. Das Raumschiff kann nur 50 Menschen fassen. Als Insassen stehen Hendron, Stanton, Randall als Pilot und einige andere unentbehrliche Wissenschaftler fest, der Rest wird unter den Mitarbeiterinnen und Mitarbeitern des Projektes ausgelost.
Zyra fliegt dicht an der Erde vorbei und richtet die erwarteten Verwüstungen an. Das Raumschiff wird gerade noch rechtzeitig fertig. Als es zum Start kommt, der Zusammenstoß mit Bellus steht in wenigen Minuten bevor, sollen Hendron und Stanton als letzte das Schiff besteigen, Hendron schiebt dabei Stantons Rollstuhl. Doch kurz vor der Tür bleibt Hendron stehen: Er opfert sein Leben und das des widerwilligen Stanton, um durch die Gewichtsersparnis wegen des knappen Kraftstoffes den anderen eine bessere Erfolgsaussicht zu gewähren. Das Schiff startet ohne die beiden, noch bevor einige der Zurückgebliebenen, die im Angesicht des Todes zu Waffen gegriffen haben, heranstürmen können, um sich einen Platz an Bord zu erkämpfen. Das Schiff hebt ab, die Erde wird in den nächsten Augenblicken vernichtet. Die Landung auf Zyra gelingt, und man findet auch eine lebenstaugliche Umwelt vor.

## Synchronisation
| Rolle            | Darsteller    | Synchronsprecher      |
| ---------------- | ------------- | --------------------- |
| David Randall    | Richard Derr  | Wolfgang Lukschy      |
| Joyce Hendron    | Barbara Rush  | Tilly Lauenstein      |
| Sydney Stanton   | John Hoyt     | Walther Suessenguth   |
| Dr. Cole Hendron | Larry Keating | Siegfried Schürenberg |
| Dr. George Frye  | Stephen Chase | Erich Fiedler         |
| Harold Ferris    | Frank Cady    | Walter Bluhm          |

## Astronomische Inkonsistenzen
Im Roman von 1933 ist von zwei Objekten planetarer Masse namens 'Bronson Alpha' und 'Bronson Beta' die Rede. In der englischen Originalfassung und in der deutschen Fassung des Films wird Bellus als Stern bezeichnet, auf den Teleskopbildern sehr groß dargestellt und Zyra als sein Planet. Der Film endet mit einer Landung auf Zyra, der sich als sehr erdähnlicher Planet mit geradezu idyllischer Vegetation, einer straßenähnlichen Struktur in der Bildmitte und einem architektonischen Objekt von der Größe eines Staudamms am Bildrand erweist. Die Frage, wie sich auf einem Planeten, der durch die Sonnensysteme vagabundiert, ohne eine Sonne Leben erhalten kann, bleibt ungestellt. Da aber die Masse der Erde im Vergleich zu einem Stern vernachlässigbar ist (der kleinste bekannte Stern ist ca. 30.000 mal, unsere Sonne ca. 330.00 mal schwerer), sollte eine Kollision Stern-Erde keine gravierenden Auswirkungen auf den Stern haben.

## Kritiken
„Ohne solides Fundament, doch als technische Spielerei interessant.“

„Der Science-Fiction-Film weist gute technische Spezialeffekte und einen dramaturgisch klug vorbereiteten Katastrophenhöhepunkt auf. Die Darstellung der menschlichen Konfliktsituationen ist nicht von gleicher Qualität.“

„Intelligente Utopie, die seinerzeit den Trick-Oscar gewann. Wenn New York von einer Flutwelle überschwemmt wird, wirken die Effekte doch eher nostalgisch-amüsant.“

## Auszeichnungen
- 1952: Oscar für die besten Spezialeffekte: Gordon Jennings
- 1952: Oscar-Nominierung für die beste Farbkamera: John F. Seitz und W. Howard Greene

## Sonstiges
- In dem Eröffnungssong Science Fiction/Double Feature der Rocky Horror Show wird unter anderem auch When Worlds Collide besungen. „But when worlds collide, said George Pal to his bride,  I'm gonna give you some terrible thrills, like a:“
- Die Story des Films wurde mehrfach preisgekrönt.
- In der kleinen Nebenrolle eines Arbeiters tritt zum ersten Mal Stuart Whitman vor die Filmkameras.
- In der deutschen Fassung ist vom Kepler-Observatorium im Süden Deutschlands die Rede; die Mitarbeiter werden vom Leiter Dr. Michael Bronson als Paul und Richard angesprochen, alle Vornamen in deutscher Aussprache. Entsprechend läuft die Reiseroute von Randall nicht über Lissabon, sondern über Frankfurt nach New York.
- Uraufführungen:

- USA: 22. November 1951
- Deutschland: 16. Mai 1952
- Österreich: Dezember 1952